# Mioma

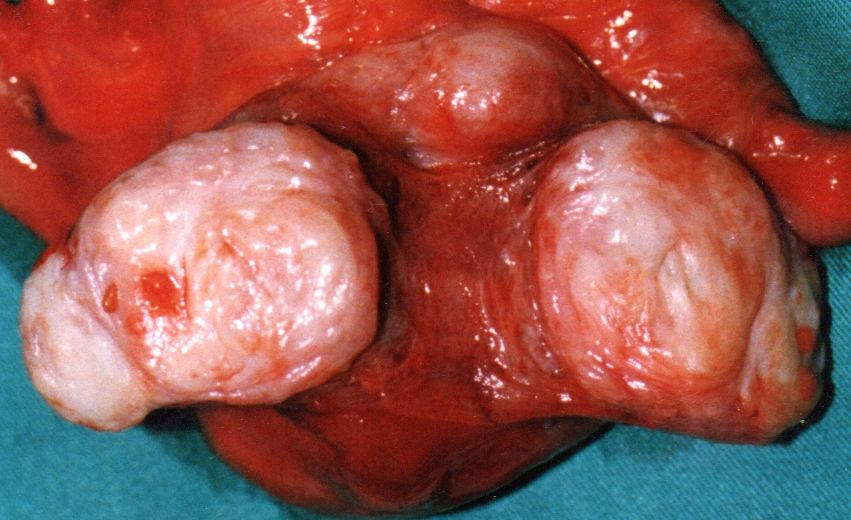
Liomiomes subserosos uterins.

El mioma és un tipus de tumor mesenquimàtic.
Són de dos tipus: 
- Els liomiomes es produeixen a la pell o l'intestí, però la forma comú és el liomioma uterí.
- Els rabdomiomes són tumors rars dels músculs, que es produeixen en la infància i solen convertir-se en malignes.